# Радешти (Галац)
Радешти (рум. Rădești) насеље је у Румунији у округу Галац у општини Радешти. Oпштина се налази на надморској висини од 211 m.

## Становништво
Према подацима из 2002. године у насељу је живело 1399 становника, од којих су сви румунске националности.